# Aileen Pringle
Aileen Pringle, nata Aileen Bisbee (San Francisco, 23 luglio 1895 – New York, 16 dicembre 1989), è stata un'attrice statunitense, che girò i suoi primi film usando il nome Aileen Savage.

## Biografia
Nata da una facoltosa famiglia, figlia del presidente della Pioneer Fruit Company, studiò a San Francisco, Londra e Parigi. Iniziò a recitare poco tempo dopo essersi sposata con Sir Charles McKenzie Pringle, debuttando in The Bracelet. Durante la prima guerra mondiale, lei e il marito - che sarebbe diventato in seguito governatore della Giamaica britannica - abitarono prima in Giamaica e quindi a New York. Ritornata al teatro, recitò a Londra per due anni a fianco di George Arliss in The Green Goddess, uno dei cavalli di battaglia dell'attore che portò due volte sullo schermo il personaggio del rajah, gentiluomo raffinato e folle.
Aileen Pringle girò il suo primo film nel 1920 per la Famous Players-Lasky Corporation. Nello stesso anno, recitò in Stolen Moments, accanto a Rodolfo Valentino. La sua carriera non riuscì a decollare e l'attrice dovette accontentarsi di film dal successo modesto. Nel 1924 ebbe la sua grande occasione, quando venne scelta dall'amica Elinor Glyn, celebre scrittrice dell'epoca, che la volle come protagonista in un film tratto da uno dei suoi romanzi: Three Weeks, girato a fianco di Conrad Nagel. L'attrice raggiunse la fama che fino a quel momento le era sfuggita.
Nel novembre 1924, Aileen Pringle rimase coinvolta nello scandalo che travolse mezza Hollywood: sullo yacht Oneida, appartenente al potente editore William Randolph Hearst, si svolse una tragedia dai risvolti oscuri. Il produttore Thomas H. Ince, portato in gran fretta a terra dallo yacht, morì dopo qualche ora in maniera misteriosa. Corse voce che fosse rimasto ferito a bordo della barca, probabilmente colpito per sbaglio da un colpo sparato dallo stesso Hearst. Tra gli ospiti sullo yacht, Charlie Chaplin, Marion Davies (amante di Hearst), Louella Parsons, Elinor Glyn e alcune famose attrici tra cui Aileen Pringle. I pettegolezzi sulla morte di Ince continuarono per anni, senza che si sia mai accertato l'effettivo svolgimento dei fatti.
Divenuta intanto una delle più note dive di Hollywood, la Pringle recitò da protagonista accanto ai maggiori divi del cinema muto: John Gilbert, William Haines, Ronald Colman, Adolphe Menjou, Nils Asther.
All'avvento del sonoro continuò a lavorare, interpretando piccoli ruoli in film importanti, talvolta neppure accreditata. Nel 1944 si sposò con il romanziere James M. Cain, ma il matrimonio durò soltanto due anni e alla fine i due divorziarono. La Pringle si ritirò dalle scene, dopo aver girato dal 1920 al 1944 un'ottantina di film. Visse un'esistenza agiata a New York, dove morì nel 1989, all'età di 94 anni.

## Riconoscimenti
Per il suo contributo all'industria del cinema, Aileen Pringle ha una stella sull'Hollywood Walk of Fame al 6723 Hollywood Blvd. di Los Angeles.

## Filmografia parziale
- The Cost, regia di Harley Knoles - (con il nome Aileen Savage) (1920)
- The Sport of Kings, regia di Frederick A. Thomson - (con il nome Aileen Savage) (1920)
- Earthbound, regia di T. Hayes Hunter (1920)
- Stolen Moments, regia di James Vincent (1920)
- Oath-Bound, regia di Bernard J. Durning (1922)
- The Strangers' Banquet, regia di Marshall Neilan (1922)
- La mia sposa americana (My American Wife), regia di Sam Wood (1922)
- The Christian, regia di Maurice Tourneur (1923)
- Fra gli artigli della tigre (The Tiger's Claw), regia di Joseph Henabery (1923)
- Souls for Sale, regia di Rupert Hughes (1923)
- Don't Marry for Money, regia di Clarence Brown (1923)
- In the Palace of the King, regia di Emmett J. Flynn (1923)
- Name the Man, regia di Victor Sjöström (1924)
- Three Weeks, regia di Alan Crosland (1924)
- True as Steel, regia di Rupert Hughes (1924)
- La sua ora (His Hour), regia di King Vidor (1924)
- La moglie del centauro (The Wife of the Centaur), regia di King Vidor (1924)
- A Thief in Paradise, regia di George Fitzmaurice (1925)
- One Year to Live, regia di Irving Cummings (1925)
- A Kiss in the Dark, regia di Frank Tuttle (1925)
- Wildfire, regia di T. Hayes Hunter (1925)
- The Mystic, regia di Tod Browning (1925)
- Soul Mates, regia di Jack Conway (1925)
- Camille, regia di Ralph Barton (1926)
- The Wilderness Woman, regia di Howard Higgin (1926)
- The Great Deception, regia di Howard Higgin (1926)
- Tin Gods, regia di Allan Dwan (1926)
- Adamo e il peccato (Adam and Evil), regia di Robert Z. Leonard (1927)
- Body and Soul, regia di Reginald Barker (1927)
- Mia moglie mi tradisce (Tea for Three), regia di Robert Z. Leonard (1927)
- Wickedness Preferred, regia di Hobart Henley (1928)
- Lo specchio dell'amore (Beau Broadway), regia di Malcolm St. Clair (1928)
- The Baby Cyclone, regia di A. Edward Sutherland (1928)
- Adriana Lecouvreur (Dream of Love), regia di Fred Niblo (1928)
- A Single Man, regia di Harry Beaumont (1929)
- La più bella vittoria (Night Parade), regia di Malcolm St. Clair (1929)
- Oro (Wall Street), regia di Roy William Neill (1929)
- Follie di Broadway (Puttin' on the Ritz), regia di Edward Sloman (1930)
- Prince of Diamonds, regia di Karl Brown (1930)
- L'età della ragione (The Age of Consent), regia di Gregory La Cava (1932)
- Gelosia (Wife vs. Secretary), regia di Clarence Brown (1936)
- Vertigine (Laura), regia di Otto Preminger (1944)

### Film o documentari dove appare Aileen Pringle
- Maschere di celluloide (Show People), regia di King Vidor - sé stessa (cameo) (1928)